# Heracleum subtomentellum
Heracleum subtomentellum är en flockblommig växtart som beskrevs av Cheng Yih Wu och M.L.Sheh. Heracleum subtomentellum ingår i släktet lokor, och familjen flockblommiga växter. Inga underarter finns listade i Catalogue of Life.